# زدزيسلاف بوديدفورني
زدزيسلاف بوديدفورني (مواليد 13 أبريل 1941) هو لاعب ومدرب كرة قدم بولندي محترف سابق.

## مسيرته كمدرب
أدار زدزيسلاف بوديدفورني العديد من الأندية منها: نادي غورنيك زابجه ونادي أولمبيا بوزنان ونادي رتش شوروزو ونادي الترجي الرياضي التونسي ونادي بولونيا وارسو.

## روابط خارجية
- زدزيسلاف بوديدفورني
- زدزيسلاف بوديدفورني